# 一条房基
一条房基（1522年—1549年5月9日）是日本战国时代的公家、大名。土佐國司。土佐一條氏第4代當主。父亲是第3代當主一條房冬。

## 生平
在大永2年（1522年）出生，家中嫡男。享祿元年（1528年），敘任從五位下。享祿5年（1532年），敘任右近衛中將。天文9年（1540年），敘昇從三位，兼任阿波國權守。天文10年（1541年），在父親房冬死後，繼任家督。智勇優秀，天文11年（1542年），擊敗發起謀反的津野基高。天文15年（1546年），令津野氏降伏，同一時期，奪去大平氏的本據地蓮池城，令高岡郡一帶成為一條氏支配之下。另外，攻擊伊予國南部等，擴大一條氏的威勢。
天文18年（1549年），突然自殺。享年28歲。繼承人是嫡男兼定。一說自殺原因是發狂，詳細情況不明。另一說法指，因為行動像戰國大名一樣，具有侵略性，因此被京都的一條宗家疏遠，最後被暗殺。墓所在光壽寺，在廢寺後，墓所不明。後來供養墓被重建。

## 外部連結
- 武家家伝＿一条氏 （页面存档备份，存于）